# 暴风雪山庄
暴风雪山庄（英語：Closed circle of suspects）又称暴风雨山庄、孤岛模式，是推理小說和悬疑题材影视作品的一种舞台设定模式，由英国女作家阿加莎·克里斯蒂的小说《无人生还》首创。是指若干人（一般为5至15人，个别作品可能仅有两三人）聚集在一个相对封闭的空间内，由于特殊情况而无法与外界取得联络，所有人都暂时无法离开这个环境。而与此同时，这些人之中的若干人先后遭到杀害，而凶手就在这些人中间或者隐藏在这个封闭空间的某个角落，主角就在这样的情形下进行有限度的搜查和推理。

## 暴風雪山莊設定的動機
在推理小說為了向讀者強調強調犯人是其中少數幾人之一，並且會持續連續作案時使用。
封閉的空間使得連續犯案途中不會有警察介入，只能由主角群推理出殺人兇手，
可以增強讀者的參與感。
此外，在二十世紀中後，大量的科學辦案手法出現，如 DNA 檢測等，造成許多古早時代的推理計謀無法使用，
暴風雪山莊也可以使這些科學辦案暫時被抽離，主角群被迫使用19世紀的推理辦案手法。

## 作品

### 小说
- 无人生还
- 十角馆杀人预告
- 钟表馆幽灵
- 雾越邸杀人事件
- 斜屋犯罪
- 铁鼠之槛
- 孤岛之谜
- 双曲线杀人案
- 七个证人
- 戲言系列第一集 斬首循環-藍色學者與戲言跟班
- 名偵探的守則第三章 孤立宅邸的理由-封閉的空間
- 地球上线

### 电影
- 致命ID
- 八面埋伏
- 费马的房间
- 终极面试
- 小岛惊魂（The Others）
- 闪灵
- 雪山凶灵
- 电梯里的恶魔
- 如月疑云
- 电锯惊魂系列
- 异次元杀阵系列
- 九人禁闭室

### ACG
- Remember11
- 镰鼬之夜
- 海猫鸣泣之时
- 弹丸论破
- 雪之本境
- 雾之本境
- 白雪七凭之祭